# Puidoux
Puidoux − miejscowość i gmina (commune) w zachodniej Szwajcarii, w kantonie Vaud, w okręgu (district) Lavaux-Oron. Leży nad Jeziorem Genewskim.  

## Geografia
Na terenie gminy leży jezioro Lac de Bret.

## Demografia
W Puidoux mieszkają 2992 osoby. W 2021 roku 30,5% populacji gminy stanowiły osoby urodzone poza Szwajcarią.

## Transport
Przez teren gminy przebiegają autostrada A9 oraz drogi główne nr 9 i nr 140.